# Travis McNabb
Travis Aaron McNabb (Nova Orleans, 19 de novembro de 1969) é um baterista e percussionista americano, McNabb é talvez mais conhecido como um membro de longa data da banda Better Than Ezra, embora ele tenha realizado sessões e trabalhos de turnê com muitos artistas ao longo sua carreira. Antes de ingressar no Better Than Ezra em janeiro de 1996, McNabb fez turnê com artistas como Vigilantes of Love, Beggars e a seminal banda de punk rock formada no Óregon, Wipers. Desde meados de 2007, ele é o baterista em turnê em tempo integral com a banda bluegrass/country, ganhadora do Grammy, Sugarland.